# Chetumali-öböl
A Chetumali-öböl a Karib-tenger egyik öble Mexikó és Belize határán. Nyílása 15,3 km, területe körülbelül 2600 km², ebből 1400 tartozik Mexikó Quintana Roo államához, 1200 Belizéhez. Partjának legnagyobb városa Quintana Roo fővárosa, az öböl névadója, Chetumal, amelynek szomszédságában torkollik az öbölbe az országhatáron tekergő Río Hondo nevű folyó.

## Turizmus

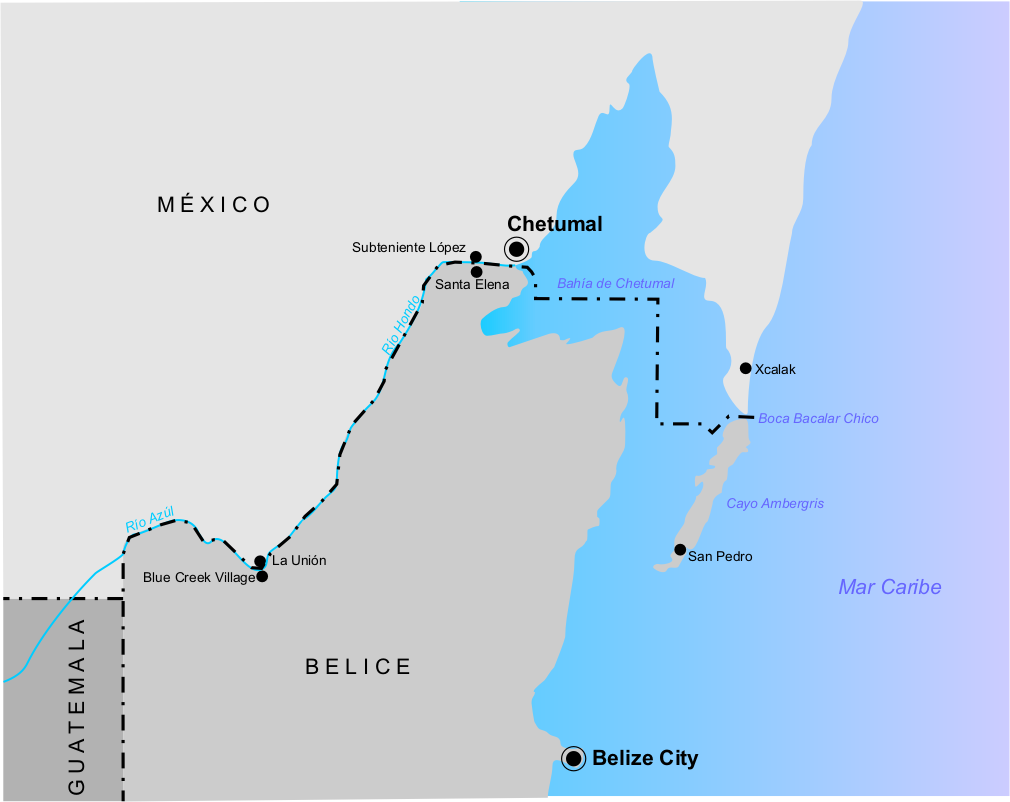
Közigazgatási határok az öböl térségében

Az öböl mentén számos turisztikai célpont található. Az egyik legkedveltebb helyszín a Chetumal melletti Calderitas tengerpartja, ahol a tengeri ételek kedvelői számára nyitottak meg több híres vendéglőt, de mesterséges strandjait, ahol kajakozásra is lehetőség van, szintén sokan látogatják. Innen csónakkal át lehet kelni a parttól körülbelül 2 km-re található Tamalcab szigetre, ahol pókmajmok, koatik, agutik, halászsasok és különböző gémfélék is élnek, valamint lehetőség van horgászatra és búvárkodásra is. A közeli Dos Hermanos nevű szigeteken madármegfigyelőt alakítottak ki. La Unión mellett található az Arany Krokodil nevű, 40 méter átmérőjű cenote, amelyben és amely környékén leguánok és színes madarak (például tukánok, sólymok és harkályok) élnek. Az öböl környékének történelmi emlékei közül az Oxtankah nevű maja régészeti lelőhely az egyik legfontosabb.

## Környezetszennyezés
Az öbölbe torkolló Río Hondo, és ezáltal az öböl vizét számos veszély fenyegeti. A Chetumalban és környékén keletkező szilárd hulladék és szennyvíz egy része közvetlenül kerül a vízbe, míg más, lerakókba került részükből káros anyagok mosódhatnak be a talajba, majd onnan az öböl vizébe. A folyóparti területeken alkalmazott növényvédőszerek szintén veszélyeztetik az élővilágot.